# Крамаренко, Виктор Викторович
Виктор Викторович Крамаренко (27 октября 1959, Днепропетровск — 20 ноября 2013) — советский, российский писатель, поэт, литературный критик.

## Биография
Окончил Московский институт народного хозяйства им. Г.В. Плеханова.
Член Союза писателей Крыма, Союза русских, украинских и белорусских писателей АРК. Член Президиума Московской городской организации Союза писателей России (2009—2013).
Скончался от продолжительной болезни лёгких.

## Творчество
Автор 16 книг прозы и поэзии. Печатался в журналах: «Огонёк», «Техника молодёжи», «Сельский календарь», «Клуб», «Молодёжная эстрада», «Брега Тавриды» (Симферополь), «Наша улица», «Лицейское и гимназическое образование» (ЛГО), «Поэзия», «Проза», «Московский вестник», «Российский колокол» и др.
Я со многим мирюсь теперь,

Не ломлюсь в закрытую дверь,

Барабанную дробь не стучу,

И всё больше на людях молчу.

То ли стар стал, то ли ленив,

Ухожу из игры в пассив -

Наблюдать, тихо зависть храня,

Как воюется им без меня.

Но когда остаюсь я один,

Исполином лечу из былин

На лихом величавом коне —

Необъятная сила во мне.

## Избранные сочинения
- Крамаренко В. В. Всё начинается с любви.
- Крамаренко В. В. Парус надежды.
- Крамаренко В. В. Встречи с ангелом.
- Крамаренко В. В. Зиронька.
- Крамаренко В. В. Костер : [стихотворения]. — М. : Московская городская организация Союза писателей России, 2005. — 101 с.
- Крамаренко В. В. Красная Дора : повесть. — М. : Московская городская организация Союза писателей России, 2010. — 128 с.
- Крамаренко В. В. У Черного озера : рассказы. — М. : МГО СП России Новый ключ, 2009. — 160 с.